# Oncocnemis tetrops
Oncocnemis tetrops är en fjärilsart som beskrevs av Dyar 1904. Oncocnemis tetrops ingår i släktet Oncocnemis och familjen nattflyn. Inga underarter finns listade i Catalogue of Life.